# Зимівки
Зимівки́ — село в Україні, розташоване в Карпатах у Трускавецькій міській громаді Дрогобицького району Львівської області. Населення становить 240 осіб. Орган місцевого самоврядування — Трускавецька міська рада.

## Назва
Топонім «Зимівки» скоріше за все, походить від зимівника — утепленого приміщення. 
Місцеві жителі тлумачать походження назви поселення від того, що воно знаходиться високо в горах, на північному схилі Орівського хребта. Відповідно, тут зимою холодно. Жителі села Орів інколи називають Зимівки «за Ділом».

## Географія
На південно-східній околиці села бере початок потік Шипільський, ліва притока Колодниці.

## Населення
Згідно з переписом УРСР 1989 року чисельність наявного населення села становила 331 особа, з яких 151 чоловік та 180 жінок.
За переписом населення України 2001 року в селі мешкало 240 осіб. 100 % населення вказало своєю рідною мовою українську.